# ناثانيل سميث ريتشاردسون
ناثانيل سميث ريتشاردسون (بالإنجليزية: Nathaniel Smith Richardson)‏ هو صحفي أمريكي، ولد في 8 يناير 1810 في مقاطعة نيو هيفن في الولايات المتحدة، وتوفي في 7 أغسطس 1883 في بريدجبورت في الولايات المتحدة.